# Andrew Percy
Pour les articles homonymes, voir Percy.
Andrew Theakstone Percy (né le 18 septembre 1977) est un homme politique conservateur britannique. Il est député de Brigg and Goole de 2010 à 2024.

## Jeunesse
Percy est né à Hull et grandit à Humberside, fils d'un fondeur (plus tard maraîcher) et d'un secrétaire d'école; il a une sœur aînée. Il étudie à la William Gee School (qui fait maintenant partie de l'Endeavour High School) et est diplômé en politique de l'Université d'York et étudie à l'Université de Leeds dans le cadre d'un cours de conversion en droit. Il travaille ensuite comme professeur d'histoire dans plusieurs écoles secondaires, notamment aux États-Unis et au Canada.
Avant d'être élu au Parlement à l'élection générale de 2010, il est conseiller de quartier pour Airmyn, près de Goole et de 2000 à 2010, conseiller pour le quartier Bricknell sur Hull City Council . Au cours de son mandat au conseil municipal, Percy est président du comité des licences, supervisant le transfert des licences d'alcool du tribunal de première instance au conseil. Il est également administrateur de Kingstown Works Ltd. Il se présente pour le siège de Normanton dans le Yorkshire en 2005, mais est battu par le député travailliste sortant, Ed Balls,.

## Carrière parlementaire
Percy est élu à la Chambre des communes comme député de Brigg et Goole aux élections générales de 2010 par une majorité de 5 147 voix. Lors des élections générales de 2015, il porte sa majorité à 11 176 voix, obtenant 53 % des suffrages.
Percy est considéré comme l'un des députés les plus rebelles des conservateurs et vote avec les travaillistes sur des questions clés telles que l'usurpation de prêt, l'allocation d'entretien des études et les frais de scolarité des étudiants.
Il défend les actions d'Israël dans le conflit en disant "Israël agit comme nous le ferions", en relation avec la provocation du Hamas.
Percy est réélu aux élections générales de 2015 et retrouve sa place aux comités de la santé et de la réforme de la réglementation au Parlement de 2015. Percy est élu à l'exécutif de l'Association parlementaire du Commonwealth du Royaume-Uni en 2015 et est également nommé au panel des présidents.
Après que Theresa May soit devenue Premier ministre en 2016, Percy est nommé sous-secrétaire d'État parlementaire et ministre de la Croissance locale et de la centrale électrique du Nord,.
À la suite des élections générales du 8 juin 2017, Andrew Percy est réélu député de Brigg et Goole avec une majorité accrue de 12 363 voix, soit une augmentation de 7,4 % par rapport à 2015. Percy annonce qu'il ne reviendrait pas en tant que sous-secrétaire d'État parlementaire et ministre de la Croissance locale et de la centrale électrique du Nord, déclarant qu'il souhaite retourner avec les députés d'arrière-ban.
Il est nommé en septembre 2017 comme l'envoyé commercial du premier ministre au Canada, un poste nouvellement créé.
Le 22 juillet 2019, Percy démissionne de son poste d'envoyé commercial pour protester contre la politique de non-accord de Liam Fox qui, selon lui, menacerait les intérêts d’entreprises britanniques ayant des liens avec le Canada, critiquant ce qu’il appelle la proposition «cinglée» de supprimer ou de réduire les droits de douane sur presque toutes les importations.
Le 15 septembre 2020, il est l'un des deux députés conservateurs (avec Roger Gale) à voter contre le projet de loi britannique sur le marché intérieur en deuxième lecture.

## Vie privée
Percy s'est converti au judaïsme en mars 2017, après avoir été baptisé dans l'Église d'Angleterre. Il s'est identifié à la communauté juive depuis l'école primaire.